# إرنست شتاين
إرنست شتاين (بالألمانية: Ernst Stein)‏ هو مؤرخ نمساوي، ولد في 19 سبتمبر 1891 في يافورجنو في بولندا، وتوفي في 25 فبراير 1945 في فريبورغ في سويسرا.